# Josef Polig
Josef Polig (* 9. November 1968 in Sterzing) ist ein ehemaliger italienischer Skirennläufer. Höhepunkt der Karriere des Südtirolers war der Sieg in der Kombination bei den Olympischen Winterspielen 1992; im Weltcup fuhr er 14-mal unter die schnellsten zehn.

## Biografie
Poligs erster großer Erfolg war der Gewinn der italienischen Meisterschaft in der Kombination im Jahr 1988. Im Weltcup klassierte er sich erstmals in der Kombination von Wengen am 22. Januar 1989 unter den besten zehn, wenig später belegte er bei den Weltmeisterschaften in Vail den neunten Platz in der Kombination. In den folgenden Jahren erreichte er mehrmals die Top 10 im Weltcup, bestes Resultat war der fünfte Platz in der Kombination von Kitzbühel am 19. Januar 1992.
Bei den Olympischen Winterspielen 1992 in Albertville gehörte Polig nicht zum engeren Favoritenkreis, dennoch gelang ihm dort der größte Erfolg seiner Karriere: Mit dem sechsten Platz in der Abfahrt und dem Fünften im Slalom gewann er vor seinem Landsmann Gianfranco Martin, der ebenfalls überraschend das Podest erreichte, die Goldmedaille in der Kombination. Weiters belegte er den fünften Platz im Super-G und den neunten Rang im Riesenslalom.
In der Saison 1992/93 erreichte Polig als bestes Resultat den fünften Platz in der Abfahrt von Kvitfjell am 20. März 1993 und wurde zum zweiten Mal Italienischer Meister in der Kombination. In der Saison 1993/94 erreichte er den neunten Platz im Super-G von Lech, konnte danach aber nicht mehr an seine früheren Leistungen anschließen. Sein letztes Weltcuprennen war der Super-G von Kitzbühel am 16. Januar 1995.
Polig war ein Allrounder und erreichte im Weltcup in allen Disziplinen einen Platz unter den besten sieben. Nach seiner aktiven Rennsportkarriere absolvierte er eine Ausbildung zum Skilehrer.

## Erfolge

### Olympische Winterspiele
- Albertville 1992: 1. Kombination, 5. Super-G, 9. Riesenslalom

### Weltmeisterschaften
- Vail 1989: 9. Kombination

### Weltcup
- Zwei fünfte Plätze, weitere zwölfmal unter den besten zehn

### Italienische Meisterschaften
- Zweifacher italienischer Meister in der Kombination 1988 und 1993